# Combretum zenkeri
Combretum zenkeri är en tvåhjärtbladig växtart som beskrevs av Adolf Engler och Diels. Combretum zenkeri ingår i släktet Combretum och familjen Combretaceae. Inga underarter finns listade i Catalogue of Life.